# 커버 플로
커버 플로(Cover Flow)는 애플의 파인더, 아이튠즈, 아이팟에서 쓰이는 3차원 컴퓨터 그래픽스 사용자 인터페이스이다. 커버 플로는 화면 스크롤바, 마우스 휠, 제스처, 목록의 파일 선택을 통해 관련 그림에 해당하는 페이지를 넘기며 탐색할 수 있다.

## 같이 보기
- 맥 오에스 텐
- 아이팟
- 아이튠즈